# Andy Parker
Andy Parker (Cheshunt; 21 de marzo de 1952) es un músico y un compositor ocasional inglés conocido por ser el baterista y uno de los miembros fundadores de la banda de hard rock y heavy metal UFO.

## Carrera
Desde pequeño estuvo involucrado en la música ya que desde los cinco años fue parte del coro de su iglesia local. Al poco tiempo tuvo un serio problema con su voz que le significó dejar atrás una eventual carrera como cantante, optando por la batería como nuevo instrumento. A los once años comenzó a tocar en serio la batería inspirado en artistas de rock como Small Faces, The Rolling Stones, The Who y The Kinks, y más tarde tomó influencias de varios músicos de blues. En 1969, junto a su amigo Steve Casey fundó su primera banda de blues llamada Aurora Bourealis, pero a los pocos meses después ingresó a Hocus Pocus integrada por Phil Mogg, Pete Way y Mick Bolton. En el verano boreal de 1968, la banda optó por cambiar su nombre a UFO y en el mismo año lograron un contrato con Beacon Records, aunque él no lo pudo firmar hasta el siguiente año ya que solo tenía 17 años de edad.
Parker se mantuvo en la agrupación londinense desde su fundación hasta su primera separación en 1983, en donde además de baterista cumplió la labor de compositor en ciertas canciones. Entre 1984 y 1985 estuvo en la banda Waysted, fundada por su amigo Pete Way, en donde participó de las grabaciones de su álbum homónimo de 1984. Tras ello se alejó de la música durante varios años, tiempo en que vivió en Los Ángeles y laboró en diferentes trabajos, principalmente como constructor. Su única participación musical por esos años fue en algunas fechas de 1988 y 1989 en UFO. En 1993 fue parte de la reunión de la formación clásica del grupo, pero las diferencias musicales con el resto de los integrantes y su necesidad de pasar más tiempo con su familia lo llevó a tomar la decisión de renunciar a la banda en 1995. En 2003 retornó a UFO, pero en algunas semanas de 2005 tuvo que ser reemplazado por Jason Bonham debido a algunos problemas de salud, pero tras su reingreso en 2005 ha permanecido en la banda desde entonces. 

## Vida privada
Andy Parker se divorció de su primera mujer en 1983, mismo año en que UFO se separó por primera vez. En ese mismo año optó por alejarse de la música y se trasladó a Los Ángeles para pasar más tiempo con su hija, la actriz Lindsay Fejes. En mencionada ciudad estadounidense trabajó en la construcción y conoció a la actriz de televisión Jo McDonnell, con quien se casó en 1993. Desde hace muchos años el matrimonio reside en Granbury, Texas.

## Discografía
| - 1970: UFO 1 - 1971: UFO 2: Flying - 1974: Phenomenon - 1975: Force It - 1976: No Heavy Petting - 1977: Lights Out - 1978: Obsession - 1979: Strangers in the Night - 1980: No Place to Run - 1981: The Wild, the Willing and the Innocent - 1982: Mechanix - 1983: Making Contact - 1995: Walk on Water - 2006: The Monkey Puzzle - 2009: The Visitor - 2012: Seven Deadly - 2015: A Conspiracy of Stars - 2017: The Salentino Cuts | - 1984: Waysted |